# Забиняк, Иван Иванович
Иван Иванович Забиняк (2 сентября 1951, Новосибирск, СССР — 15 ноября 2014, Москва, Россия) — советский футболист, защитник, российский тренер. Мастер спорта СССР.
Начал карьеру в 1968 году в клубе «Темп» Барнаул. За команду, переименованную в следующем году в «Динамо», выступал до 1972 года. В 1973 году провёл 24 матча в высшей лиге в составе московского «Торпедо», обладатель приза «Лучшие дебютанты сезона»; в следующем году сыграл за команду в четырёх матчах, в 1975 году выступал за дубль. В 1976 году перешёл в ленинградский «Зенит», за который провёл три неполных матча в весеннем первенстве. Остаток сезона был в составе владимирского «Торпедо». В 1977—1978 годах играл за воронежский «Факел».
Обладатель Кубка РСФСР 1977, чемпион Спартакиады народов РСФСР 1978.
```
С 1978 года тренер Московского ДЮСШ-3 "ПЕРОВЕЦ" по 1984г.,конце 80х команда «КАИТ-Спорт» Москва, в 2012—2014 годах — тренер в СДЮСШОР «Кунцево»
[
1
]
.
```

Скончался 15 ноября 2014 года.